# V508 Близнецов
V508 Близнецов (лат. V508 Geminorum) — двойная затменная переменная звезда типа W Большой Медведицы (EW) в созвездии Близнецов на расстоянии приблизительно 902 световых лет (около 277 парсек) от Солнца. Видимая звёздная величина звезды — от +11,55m до +10,96m. Орбитальный период — около 0,3634 суток (8,7227 часа).

## Характеристики
Первый компонент — жёлто-белая звезда спектрального класса F. Радиус — около 1,22 солнечного, светимость — около 1,999 солнечной. Эффективная температура — около 6224 К.
Второй компонент — жёлто-белая звезда спектрального класса F.